# Vasili Koșecikin
Vasili Koșecikin (n. 27 martie 1983, Toliatti, regiunea Samara, RSFS Rusă, URSS) este un jucător de hochei pe gheață ce a reprezentat Rusia, medaliat olimpic. A participat la o ediție a Jocurilor Olimpice (2018) în care a câștigat o medalie de aur.